# SMS A 14
A 14 – niemiecki torpedowiec z okresu I wojny światowej. Czternasta jednostka typu A 1. Okręt wyposażony w jeden kocioł parowy opalany węglem i trójcylindrową maszynę parową. Zapas paliwa 24,5 tony. Zbudowany w innej stoczni kadłub  okrętu wyposażono w stoczni AG Vulcan, a następnie rozebrany na sekcje przewieziono koleją do Holandii, gdzie odbył się ostateczny montaż okrętu. Torpedowiec brał udział w patrolach wzdłuż wybrzeża Flandrii i na kanale La Manche. Porzucony podczas odwrotu niemieckiego. Następnie przejęty przez Belgię i używany do 1927 roku.